# Myodocarpus crassifolius
Myodocarpus crassifolius là một loài thực vật có hoa trong họ Myodocarpaceae. Loài này được Dubard & R.Vig. mô tả khoa học đầu tiên năm 1904.